# シベリアジュリン

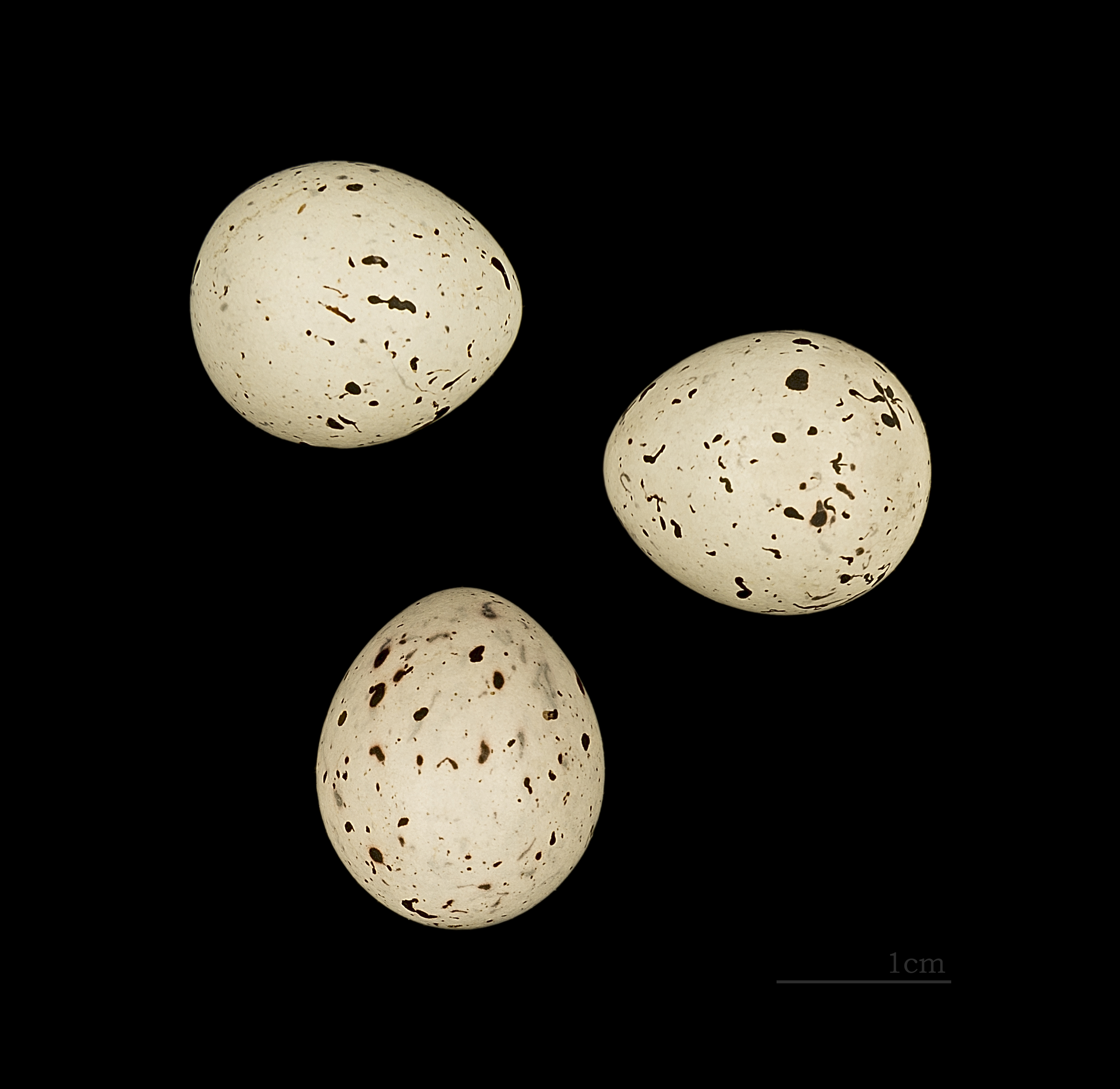
Emberiza pallas

シベリアジュリン（学名:Emberiza pallasi）は、スズメ目ホオジロ科ホオジロ属に分類される鳥類の一種である。

## 分布
シベリア、モンゴル、カムチャツカ半島、中国北東部で繁殖し、冬季は、朝鮮半島から中国東部に渡り越冬する。
日本では旅鳥または冬鳥として九州以北に渡来するが、数は少ない。

## 形態
体長約14cm。雄の夏羽は頭部が黒く、黒色部は胸の中央まで達する。頸周りと顎線は白い。体の上面は淡い褐色で、下面は白色である。雄の冬羽と雌は、頭部は淡い褐色で、体の上面は淡い茶色である。

## 生態
草原や休耕田に生息する。アシ原にいることもある。枯れ草の茂る場所を好む。
昆虫類や草の種子を採食する。
地鳴きはオオジュリンよりも細い声である。